# جو کیتلی
جو کیتلی (انگلیسی: Joe Keetley; ۲۸ ژوئن ۱۸۹۷ – ۳۰ مارس ۱۹۵۸) بازیکن فوتبال اهل بریتانیا بود.
از باشگاه‌هایی که در آن بازی کرده‌است می‌توان به باشگاه فوتبال بولتون واندررز، باشگاه فوتبال رکسهام، باشگاه فوتبال ولورهمپتون واندررز، باشگاه فوتبال دونکستر راورز، باشگاه فوتبال آکرینگتون استنلی، باشگاه فوتبال لیورپول، و باشگاه فوتبال لانکستر اشاره کرد.